# Claudetita
La claudetita es una de las formas minerales del trióxido de arsénico (As2O3). Debe su nombre al químico francés Frederic Just Claudet (1826-1906), quién describió por primera vez este material natural.

## Propiedades
La claudetita es un mineral transparente, incoloro o de color blanco, con brillo vítreo o nacarado.
Es elástico y blando, de dureza 2,5 en la escala de Mohs, por lo que se puede rayar con la uña. Tiene una densidad de 4,14 - 4,15 g/cm³ y es muy soluble tanto en ácido clorhídrico como en hidróxido sódico.
Es dimorfo de la arsenolita, de idéntica composición química; pero mientras que la arsenolita cristaliza en el sistema cúbico, la clausetita lo hace en el monoclínico, clase prismática (2/m).
Por otra parte, es el miembro principal del grupo mineralógico que lleva su nombre (grupo de la claudetita).
La claudetita contiene arsénico en una forma muy soluble. Dada la toxicidad de este elemento, siempre hay que lavarse las manos después de su manipulación, evitando inhalar el polvo al manipularlo o romperlo, y en ningún caso lamer o ingerir el mineral.

## Morfología y formación
La claudetita se presenta como placas delgadas en {010} y alargadas según [001] —con {111} y {111} prominentes—, cuyo aspecto es semejante a las del yeso.
Son comunes las maclas de penetración o de contacto en {100}.
Es un mineral secundario producto de la oxidación de rejalgar, arsenopirita u otro mineral de arsénico, pero también se produce como sublimado en los incendios de minas.
Se le encuentra a asociado a arsenolita, rejalgar, oropimente y azufre.

## Yacimientos
La localidad tipo es la mina São Domingos, situada cerca de Mértola (Bajo Alentejo, Portugal). Es una antigua mina de cobre emplazada en la «faja pirítica ibérica» cuya actividad industrial moderna transcurrió entre 1854 y 1966.
Otros depósitos de Europa son los de Bodoc (Covasna, Rumanía), minas de Laurion (Grecia), Rožden (Macedonia del Norte), Smolník (región de Košice, Eslovaquia) y Decazeville (Aveyron, Francia).
Chile cuenta con depósitos de claudetita en la región de Atacama, concretamente en Tierra Amarilla (Copiapó) y Diego de Almagro (Chañaral); otro emplazamiento de este mineral se encuentra en Camarones (Arica).